# Coreius septentrionalis
Coreius septentrionalis är en fiskart som först beskrevs av Nichols 1925.  Coreius septentrionalis ingår i släktet Coreius och familjen karpfiskar. Inga underarter finns listade i Catalogue of Life.